# Muxika
Muxika en basque ou Múgica en espagnol est une commune de Biscaye dans la communauté autonome du Pays basque en Espagne.
Le nom officiel de la ville est Muxika.
L'actuelle configuration de la commune remonte à 1966 quand Muxika a récupéré les villages ruraux voisins d'Ibarruri et Gorozika, qui sont devenus des quartiers de la commune.

## Toponymie
L'actuelle commune de Muxika est héritière de l'ancienne elizate d'Ugarte de Múgica.
À l'origine l'elizate s'appelait San Vicente de Uharte, elle figure ainsi dans le premier document qui mentionne cette dernière. C'est la donation de 1082 de l'église de Sancti Vincenti de Vharthe (ainsi il figure dans le document original en latin) au Monastère de San Millán de la Cogolla. Ugarte est le nom du quartier principal et capitale actuelle de la commune.
Au début du XIVe siècle apparaît dans le territoire de l'elizate la lignée des Múgica (Muxica selon l'ancienne graphie castillanne). La lignée des Múgica apparaît à la suite d'une division de la lignée puissante des Avendaño, qui avait été faits tout au long du siècle précédent avec un patrimoine considérable en Alava et Biscaye. Hurtado García de Avendaño, parent majeur de la lignée, a divisé ses possessions entre ses trois fils, et à l'un d'eux, Juan Galíndez, a correspondu le lot de Múgica, où il construit la maison-tour de Múgica et commence une nouvelle et puissante lignée, les Muxica ou Múgica.
Le terrain et la maison-tour de Muxika étaient situées dans le quartier de San Román de l'elizate de San Vicente d'Uharte, où il contrôlait la route qui allait de Gernika Amorebieta et à Mungia, ainsi que le passage de la rivière Oka. Depuis ce bastion les Múgica contrôlaient l'elizate et d'autres territoires de Biscaye. Ils ont aussi obtenu le patronage de la paroisse de San Vicente d'Uharte, pour tout cela l'elizate a été connue comme Ugarte de Múgica.
Ainsi Muxika, est réellement le nom de la lignée qui a dominé cette terre entre les XIVe et XVe siècles. Toutefois le nom de la famille paraît provenir du lieu où ils ont établi leur maison-tour.
Sur la dernière origine du toponyme il existe deux théories. La première met en rapport Múgica avec d'autres toponymes de la zone qui présentent la même fin -ica : Guernica, Gatica, Ordorica, Gorocica, etc. ou ce qui est semblable -aca : Mundaca, Meñaca, etc. Selon cette théorie, est serait un suffixe d'origine celte, peut-être un état plus ancien que l'actuel suffixe locatif -aga. La signification du nom resterait obscure, il pourrait peut-être mis en rapport avec un nom propre.
L'autre théorie affirme que Muxika pourrait simplement s'agir d'un phytonime, puisque muxika signifie pêche (le fruit) en basque.
En des temps modernes Ugarte de Múgica (ou simplement Ugarte) a été utilisé pour le quartier principal (et capitale de la commune) et Múgica pour la commune dans son ensemble. Le long de l'histoire on a utilisé les graphies Múxica, Mújica et Múgica, bien que cette dernière ait été le plus habituel dans les derniers siècles.
Le nom basque de la localité est Muxika, puisque cette langue a conservé le son sh et par l'adaptation du toponyme à l'orthographe basque moderne Múxica → Muxika. C'est le nom officiel de la commune depuis 1982.
Le gentilé est muxikarra.

## Géographie

### Quartiers
Les quartiers de Muxika sont: Agirre, Aiuria, Amona, Ariatza, Astelarra, Barandika, Berroia, Burdaria, Esturo, Gorozika-Elexalde, Ibarruri-Elexalde, Izabale, Kurtzero, Landotz, Maume, Muniketa, Oka, Ordorika, Ormaetxe, Pozueta, San Roman, Txakale, Ugarte, Ugartegoikoa, Unda, Untxigoiti, Usparitxa, Zabale, Ziloniz et Zugastieta.

### Sources
- (es)/(ca) Cet article est partiellement ou en totalité issu des articles intitulés en espagnol « Múgica » (voir la liste des auteurs) et en catalan « Muxika » (voir la liste des auteurs).